# Tricouni-Beschlag

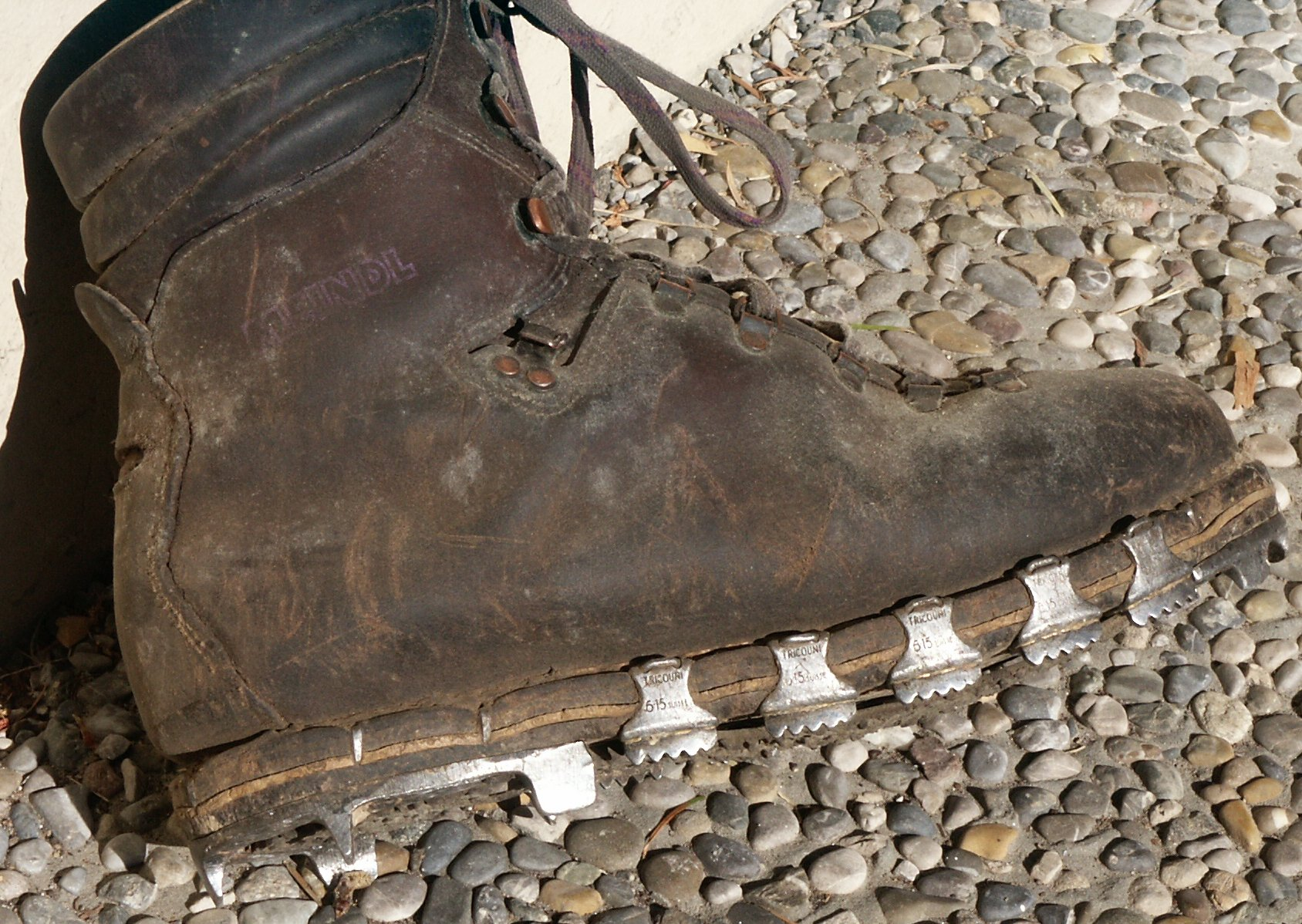
Bergschuh mit Tricouni-Beschlag

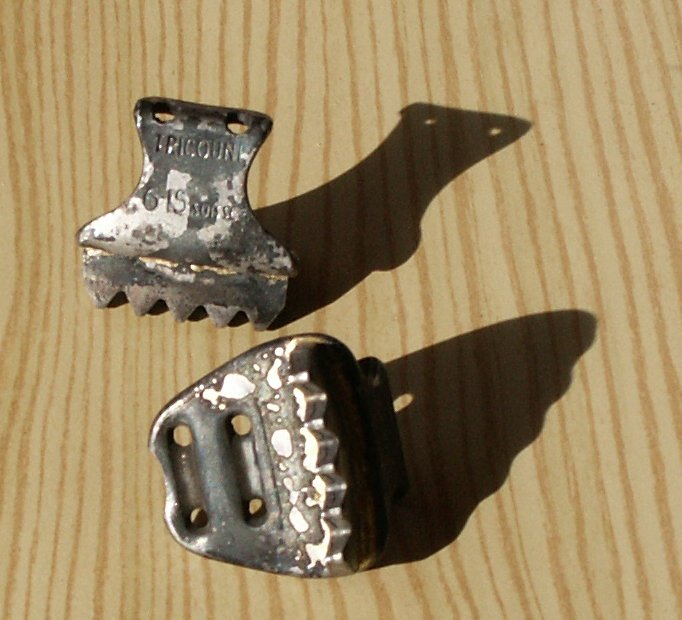
Tricouni-Beschlag

Der Tricouni-Beschlag ist ein Beschlag an Bergschuhen, der aus gebogenen Winkeln besteht, die auf der Unterseite gezackt sind, und einen sicheren Tritt auf Eis und weichen Untergründen ermöglichen. 
Im Gegensatz zu Steigeisen können Tricouni-Beschläge zur Fortbewegung über felsige Untergründe nicht einfach von den Schuhen entfernt werden.

## Geschichte
Der Beschlag ist nach dem Erfinder (circa 1910), dem Genfer Edelsteinfasser Félix-Valentin Genecand, alias Tricouni (1878–1957) benannt. Es wird immer noch von der Schweizer Firma Tricouni in Bulle hergestellt. Die Winkel werden mit Nägeln an der Schuhsohle befestigt. Tricouni war ein berühmter Bergsteiger und mindestens zwei Bergspitzen sind nach ihm genannt: Tricouni Peak in Kanada, und Mount Genecand in Antarktika.

## Varianten
Es gibt verschiedene Varianten, wie der Tricouni-Beschlag eingesetzt werden kann. Praktisch immer wird der Beschlag an beiden Seiten des Schuhs angebracht. Im Bereich der Zehen und am Absatz werden häufig auch anstelle des Tricouni-Beschlags geschmiedete Eisen aufgenagelt, wobei das Eisen am Absatz einem Hufeisen ähnelt.

## Einsatz
Bergschuhe mit Tricouni-Beschlag waren früher beim Bergsteigen durchaus üblich, was noch manchmal bei älteren Bergfilmen zu sehen ist. Heutzutage werden derartige Schuhe nur noch von Hirten, Holzfällern und Wildheuern verwendet, da der seitliche Beschlag beim Queren von steilen Grashängen bzw. auf nassen, gefällten Baumstämmen einen sicheren Stand bietet. Im reinen Felsgelände hat man mit Schuhen mit Tricouni-Beschlag zwar einen relativ sicheren Stand, braucht aber etwas Übung beim Klettern.